# Rondul de zi
Rondul de zi (în rusă:  Дневной дозор, Dnevnoi dozor) este un film de groază thriller supranatural rus din 2006, regizat de Timur Bekmambetov. În rolurile principale joacă actorii Konstantin Habenski și Aleksei Chadov. Este continuarea filmului Rondul de noapte, din 2004.